# Nacional Custals
Nacional Custals fou la marca comercial dels autocicles que fabricà Joaquim Custals a Barcelona entre 1918 i 1919. Custals provenia de Talleres Hereter, on havia posat en pràctica els projectes tècnics dels germans Baradat i havia participat en la creació de l'autocicle Ideal, en el qual es basà per a llançar els seus Nacional Custals. Aquests darrers eren cotxes de quatre cilindres i 15 CV, dels quals se n'arribaren a fabricar només tres unitats.